# Be Myself (丹下桜のアルバム)
『Be Myself』（ビー マイセルフ）は、丹下桜の1作目のフルアルバム。1996年11月21日、KONAMIより発売された。

## 概要
- コナミレーベルからの初のアルバム。以前にミニアルバムが徳間ジャパンコミュニケーションズから発売されている。
- 翌年の元日に「あなたのやり方でだきしめて」が「True Love」とのカップリングでシングルカットされた。

## 収録曲
| 全編曲: 新川博（except #6 編曲：岩代太郎）。 |                                  |              |                          |       |
| #                                            | タイトル                         | 作詞         | 作曲                     | 時間  |
| 1.                                           | 「1/2のシュプール」              | 早川矢寿子   | 加藤ユカリ               | 4:14  |
| 2.                                           | 「Telephone」                    | 田辺智沙     | 中崎英也                 | 4:01  |
| 3.                                           | 「True Love」                    | 丹下桜       | 宮島律子                 | 4:34  |
| 4.                                           | 「わたしのえがおさがしにいこう」 | 丹下桜       | 鈴木さえ子               | 3:54  |
| 5.                                           | 「Be Myself」                    | 田辺智沙     | 中崎英也                 | 4:08  |
| 6.                                           | 「あしたいろのベンチ」           | さゆ鈴       | 東野美紀・ながつきまろん | 4:13  |
| 7.                                           | 「さよならのプログラム」         | きさらぎそら | ながつきまろん           | 4:41  |
| 8.                                           | 「MERMAID」                      | 丹下桜       | 山口美央子               | 5:41  |
| 9.                                           | 「あなたのやり方でだきしめて」   | かの香織     | かの香織                 | 5:01  |
| 10.                                          | 「My wish」                      | 丹下桜       | ながつきまろん           | 4:23  |
| 合計時間:                                    | 合計時間:                        | 合計時間:    | 合計時間:                | 44:50 |

## 楽曲解説
1. 1/2のシュプール
  - 丹下いわく「始まり」の曲。
2. Telephone
3. True Love
  - 1stシングルにて「あなたのやりかたで抱きしめて」と共にシングルカットされた。
  - NACK5「金月真美 MOONLIGHT LIPS」エンディングテーマ。
4. わたしのえがおさがしにいこう
  - 全編ひらがな詞。当時飼っていたまめという犬の為に作った楽曲。
  - コーラス部分はレコーディング・ディレクターからのアイディアで収録された。
5. Be Myself
6. あしたいろのベンチ
  - 丹下が初めてときめきメモリアルに携わった楽曲。歌入れはピアノと同時に行った。
  - 1stシングル「あなたのやり方でだきしめて/True Love」に「あしたいろのベンチ -monologue-」を、アルバム『ときめきメモリアル piano collection』にピアノバージョンを収録。
7. さよならのプログラム
  - ラジオ「ツインビーPARADISE」のラジオドラマ内で丹下が演じたソレイユのイメージソング。
  - 1995年にレコーディングされたオリジナルテイクが存在し、ラジオ「もっと!ときめきメモリアル」でも披露されたが、本作に収録されているのは96年版のもの。
8. MERMAID [5:41]
9. あなたのやり方でだきしめて [5:01]
  - 1997年1月1日にシングルカットされた。
  - TBSラジオ「ファンタジーワールド MAZE爆熱アワー」11月度エンディングテーマ。
10. My wish [4:23]